# Modautal
Modautal ist eine Gemeinde im südhessischen Landkreis Darmstadt-Dieburg.

## Geografie

### Geografische Lage
Modautal liegt im vorderen Odenwald etwa 15 km südöstlich von Darmstadt und wird teilweise von der Modau durchflossen. Die höchste Erhebung ist die im Süden von Neunkirchen gelegene Kreisspitze 592,5 m ü. NHN. Der Gipfel der Neunkircher Höhe 605 m ü. NHN liegt etwa 0,8 km außerhalb des Gemeindegebiets. In dessen Nähe entspringt auch die Modau.

### Nachbargemeinden
Modautal grenzt im Norden an die Stadt Ober-Ramstadt, im Nordosten an die Stadt Groß-Bieberau, im Osten an die Gemeinde Fischbachtal, im Südosten an die Stadt Lindenfels, im Süden an die Gemeinde Lautertal (beide Landkreis Bergstraße), im Westen an die Gemeinde Seeheim-Jugenheim sowie im Nordwesten an die Gemeinde Mühltal.

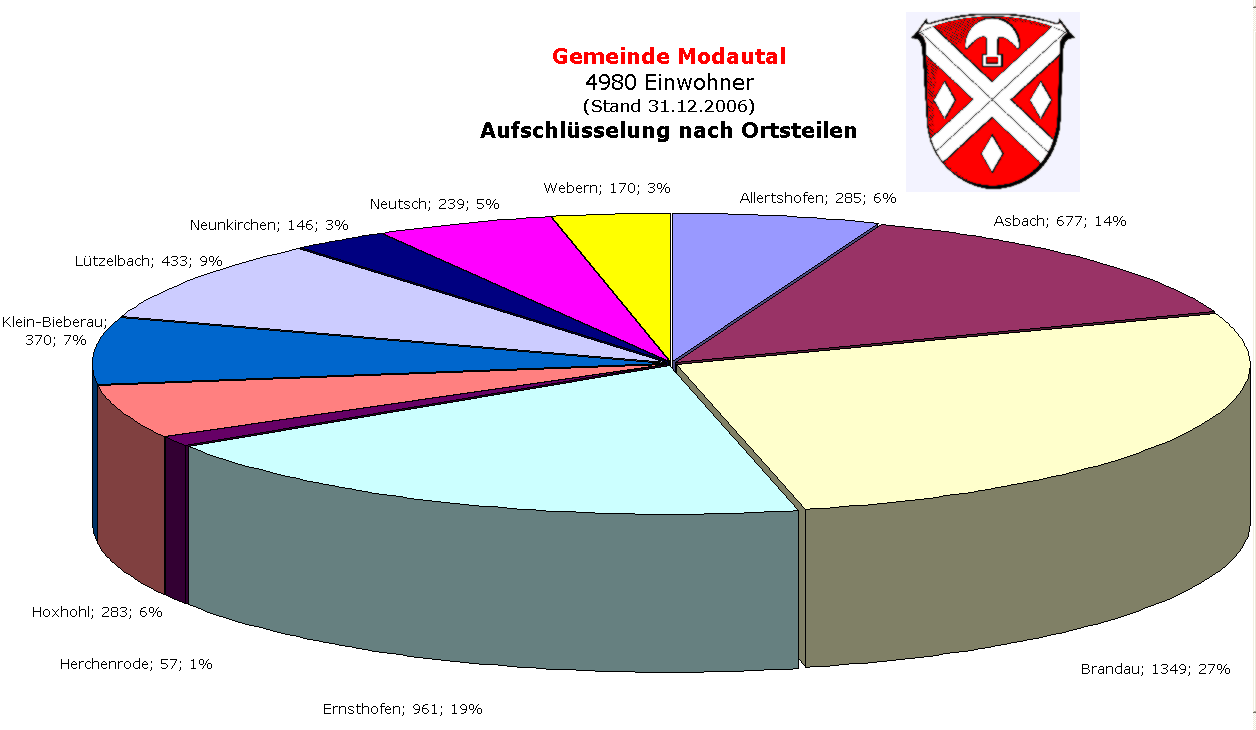
Einwohnerzahl Modautals nach Ortsteilen gelistet

### Gemeindegliederung
Die Gemeinde Modautal besteht aus den Ortsteilen Allertshofen, Asbach, Brandau (Sitz der Gemeindeverwaltung), Ernsthofen, Herchenrode, Hoxhohl, Klein-Bieberau, Lützelbach, Neunkirchen, Neutsch und Webern.

## Gemeindebildung 1971–1977
Im Zuge der Gebietsreform in Hessen fusionierten zum 1. April 1971 die bis dahin selbständigen Gemeinden Allertshofen und Hoxhohl freiwillig zur neuen Gemeinde Modautal. Am 31. Dezember 1971 wurden Lützelbach und Neunkirchen nach Brandau sowie Herchenrode nach Ernsthofen auf freiwilliger Basis eingemeindet. Am 1. Januar 1977 wurde dann durch Landesgesetz aus Asbach, Brandau, Ernsthofen, Klein-Bieberau, Modautal und Neutsch die heutige Großgemeinde Modautal gebildet. Sitz der Gemeindeverwaltung wurde Brandau. Für die ehemals eigenständigen Gemeinden wurde je ein Ortsbezirk mit Ortsbeirat und Ortsvorsteher nach der Hessischen Gemeindeordnung gebildet.

## Bevölkerung

### Einwohnerstruktur 2011/2022
Nach den Erhebungen des Zensus 2011 / Zensus 2022 lebten am Stichtag, dem 9. Mai 2011 / 15. Mai 2022, in Modautal 5008/5213 Einwohner. Darunter waren 228/507 (4,5 % / 9,7 %) Ausländer, von denen 165/230 aus dem EU-Ausland, 28/180 aus anderen europäischen Ländern und 35/97 aus anderen Staaten kamen./ Nach dem Lebensalter waren 762/841 Einwohner unter 18 Jahren, 2018/1810 zwischen 18 und 49, 1163/1429 zwischen 50 und 64 und 1021/1232 Einwohner waren älter./ Die Einwohner lebten in 1987/1478 Haushalten. Davon waren 523/? Singlehaushalte, 659/737 Paare ohne Kinder und 617/576 Paare mit Kindern, sowie 143/166 Alleinerziehende und 44/? Wohngemeinschaften./ In 423/243 Haushalten lebten ausschließlich Senioren und in 1335/958 Haushaltungen lebten keine Senioren./

### Einwohnerentwicklung
| Modautal: Einwohnerzahlen von 1973 bis 2020 | Modautal: Einwohnerzahlen von 1973 bis 2020 | Modautal: Einwohnerzahlen von 1973 bis 2020 | Modautal: Einwohnerzahlen von 1973 bis 2020 | Modautal: Einwohnerzahlen von 1973 bis 2020 |
| ------------------------------------------- | ------------------------------------------- | ------------------------------------------- | ------------------------------------------- | ------------------------------------------- |
| Jahr                                        |                                             |                                             |                                             | Einwohner                                   |
| 1973                                        | 1973                                        |                                             | 4.154                                       | 4.154                                       |
| 1975                                        | 1975                                        |                                             | 4.199                                       | 4.199                                       |
| 1980                                        | 1980                                        |                                             | 4.480                                       | 4.480                                       |
| 1985                                        | 1985                                        |                                             | 4.566                                       | 4.566                                       |
| 1990                                        | 1990                                        |                                             | 4.560                                       | 4.560                                       |
| 1995                                        | 1995                                        |                                             | 4.811                                       | 4.811                                       |
| 2000                                        | 2000                                        |                                             | 5.002                                       | 5.002                                       |
| 2005                                        | 2005                                        |                                             | 5.018                                       | 5.018                                       |
| 2010                                        | 2010                                        |                                             | 4.945                                       | 4.945                                       |
| 2011                                        | 2011                                        |                                             | 5.008                                       | 5.008                                       |
| 2015                                        | 2015                                        |                                             | 5.100                                       | 5.100                                       |
| 2020                                        | 2020                                        |                                             | 5.064                                       | 5.064                                       |
| Quellen: siehe folgende Liste               |                                             |                                             |                                             |                                             |

- Beim Zensus 2011 wurden 5008 Einwohner gezählt.[8]
- Restliche Werte: Hessisches Statistisches Informationssystem[16]

### Konfessionsstatistik
| • 1987: | 3256 evangelische (= 75,5 %), 624 katholische (= 14,5 %), 431 sonstige (= 10,0 %) Einwohner  |
| • 2011: | 2898 evangelische (= 57,9 %), 655 katholische (= 13,1 %), 1455 sonstige (= 29,0 %) Einwohner |
| • 2022: | 2522 evangelische (= 48,4 %), 637 katholische (= 13,2 %), 2057 sonstige (= 39,5 %) Einwohner |

### Erwerbstätigkeit
Die Gemeinde im Vergleich mit Landkreis, Regierungsbezirk Darmstadt und Hessen:
|                                                   | Jahr | Gemeinde | Landkreis | Regierungsbezirk | Hessen    |
| ------------------------------------------------- | ---- | -------- | --------- | ---------------- | --------- |
| Sozialversicherungspflichtig Beschäftigte         | 2017 | 876      | 74.525    | 1.695.567        | 2.524.156 |
| Veränderung zu                                    | 2000 | +45,0 %  | +21,1 %   | +16,1 %          | +16,0 %   |
| davon Vollzeit                                    | 2017 | 63,2 %   | 68,3 %    | 72,8 %           | 71,8 %    |
| davon Teilzeit                                    | 2017 | 36,8 %   | 31,7 %    | 27,2 %           | 28,2 %    |
| Ausschließlich geringfügig entlohnte Beschäftigte | 2017 | 186      | 15.305    | 224.267          | 372.991   |
| Veränderung zu                                    | 2000 | −2,1 %   | +14,4 %   | +9,0 %           | +8,8 %    |

| Branche                         | Jahr | Gemeinde | Landkreis | Regierungsbezirk | Hessen |
| ------------------------------- | ---- | -------- | --------- | ---------------- | ------ |
| Produzierendes Gewerbe          | 2000 | 53,1 %   | 41,1 %    | 27,0 %           | 30,6 % |
|                                 | 2017 | *)       | 31,3 %    | 20,4 %           | 24,3 % |
| Handel, Gastgewerbe und Verkehr | 2000 | 12,9 %   | 26,1 %    | 26,4 %           | 25,1 % |
|                                 | 2017 | 11,0 %   | 26,8 %    | 24,7 %           | 23,8 % |
| Unternehmensdienstleistungen    | 2000 | 02,2 %   | 11,6 %    | 25,1 %           | 20,2 % |
|                                 | 2017 | *)       | 17,1 %    | 31,6 %           | 26,1 % |
| Sonstige Dienstleistungen       | 2000 | 30,0 %   | 18,8 %    | 20,1 %           | 22,5 % |
|                                 | 2017 | 44,10 %  | 23,6 %    | 23,0 %           | 25,4 % |
| Sonstiges (bzw. ohne Zuordnung) | 2000 | 01,8 %   | 02,4 %    | 01,4 %           | 01,5 % |
|                                 | 2017 | 45,0 %   | 01,1 %    | 00,3 %           | 00,4 % |

*) anonymisiert

## Politik

### Gemeindevertretung
Die Kommunalwahl am 14. März 2021 lieferte folgendes Ergebnis, in Vergleich gesetzt zu früheren Kommunalwahlen:

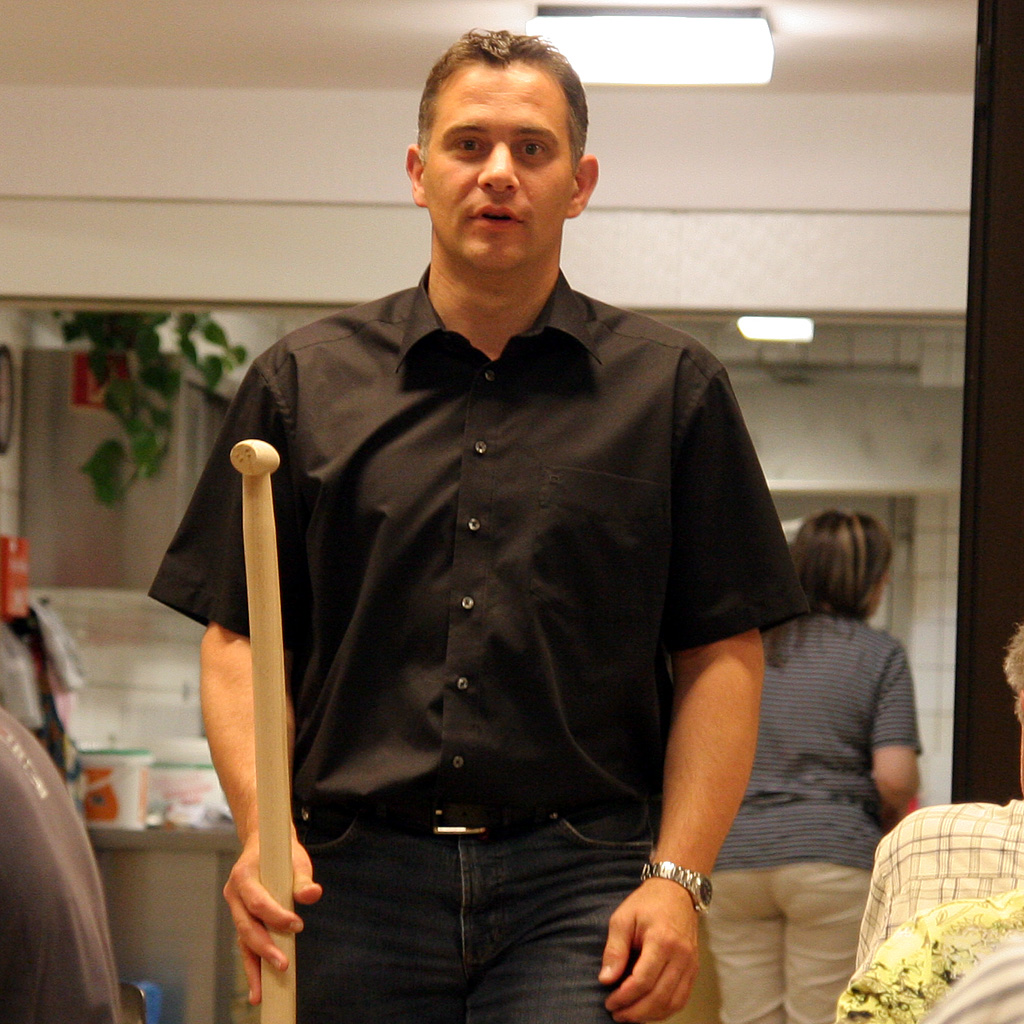
Bürgermeister Jörg Lautenschläger

| Sitzverteilung in der Gemeindevertretung 2021Insgesamt 23 Sitze - SPD: 7 - Grüne: 5 - FDP: 1 - CDU: 10 | Parteien und Wählergemeinschaften | Parteien und Wählergemeinschaften           | % 2021 | Sitze 2021 | % 2016 | Sitze 2016 | % 2011 | Sitze 2011 | % 2006 | Sitze 2006 | % 2001 | Sitze 2001 |
| Sitzverteilung in der Gemeindevertretung 2021Insgesamt 23 Sitze - SPD: 7 - Grüne: 5 - FDP: 1 - CDU: 10 | SPD                               | Sozialdemokratische Partei Deutschlands     | 29,7   | 7          | 34,3   | 8          | 38,9   | 9          | 42,5   | 10         | 44,8   | 10         |
| Sitzverteilung in der Gemeindevertretung 2021Insgesamt 23 Sitze - SPD: 7 - Grüne: 5 - FDP: 1 - CDU: 10 | CDU                               | Christlich Demokratische Union Deutschlands | 45,8   | 10         | 47,6   | 11         | 36,8   | 8          | 32,1   | 7          | 35,2   | 8          |
| Sitzverteilung in der Gemeindevertretung 2021Insgesamt 23 Sitze - SPD: 7 - Grüne: 5 - FDP: 1 - CDU: 10 | GRÜNE                             | Bündnis 90/Die Grünen                       | 22,1   | 5          | 18,0   | 4          | 24,3   | 6          | 14,3   | 3          | 8,2    | 2          |
| Sitzverteilung in der Gemeindevertretung 2021Insgesamt 23 Sitze - SPD: 7 - Grüne: 5 - FDP: 1 - CDU: 10 | FDP                               | Freie Demokratische Partei                  | 2,4    | 1          | —      | —          | —      | —          | –      | –          | –      | –          |
| Sitzverteilung in der Gemeindevertretung 2021Insgesamt 23 Sitze - SPD: 7 - Grüne: 5 - FDP: 1 - CDU: 10 | FWG                               | Freie Wählergemeinschaft Modautal           | –      | –          | —      | —          | —      | —          | 11,1   | 3          | 11,9   | 3          |
| Sitzverteilung in der Gemeindevertretung 2021Insgesamt 23 Sitze - SPD: 7 - Grüne: 5 - FDP: 1 - CDU: 10 | gesamt                            | gesamt                                      | 100,0  | 23         | 100,0  | 23         | 100,0  | 23         | 100,0  | 23         | 100,0  | 23         |
| Sitzverteilung in der Gemeindevertretung 2021Insgesamt 23 Sitze - SPD: 7 - Grüne: 5 - FDP: 1 - CDU: 10 | Wahlbeteiligung in %              | Wahlbeteiligung in %                        | 63,5   | 63,5       | 57,3   | 57,3       | 55,8   | 55,8       | 55,3   | 55,3       | 63,6   | 63,6       |

### Bürgermeister
Nach der hessischen Kommunalverfassung wird der Bürgermeister für eine sechsjährige Amtszeit gewählt, seit dem Jahr 1993 in einer Direktwahl, und ist Vorsitzender des Gemeindevorstands, dem in der Gemeinde Modautal neben dem Bürgermeister ehrenamtlich ein Erster Beigeordneter und sechs weitere Beigeordnete angehören. Bürgermeister ist seit dem 4. Mai 2007 Jörg Lautenschläger (CDU), der bis dahin als Erster Beigeordneter dem Gemeindevorstand angehörte. Sein Amtsvorgänger Klaus Peter Schellhaas (SPD) wechselte am 1. Januar 2007 als hauptamtlicher Erster Kreisbeigeordneter zum Landkreis Darmstadt-Dieburg. Danach leitete Jörg Lautenschläger als Erster Beigeordneter die Gemeindeverwaltung kommissarisch und die Wahl eines neuen Bürgermeisters musste vorgezogen werden, zu der er selbst auch kandidierte. Jörg Lautenschläger erhielt am 25. März 2007 im ersten Wahlgang bei 68,1 Prozent Wahlbeteiligung 58,9 Prozent der Stimmen. Es folgten drei Wiederwahlen, zuletzt, wiederholt ohne Gegenkandidaten, im November 2024.
Amtszeiten der Bürgermeister
- 2007–2031 Jörg Lautenschläger (CDU)[26]
- 2000–2006 Klaus Peter Schellhaas (SPD) (Amtsantritt am 8. Mai 2000, Weggang am 1. Januar 2007 als hauptamtlicher Erster Kreisbeigeordneter zum Landkreis Darmstadt-Dieburg)
- 1991–2000 Wilhelm Speckhardt (CDU) (Amtsantritt am 1. Juni 1991, Weggang am 4. Februar 2000 als hauptamtlicher Erster Stadtrat zur Stadt Eschborn)
- 1977–1991 Peter Wendel

### Ortsbezirke
Folgende Ortsbezirke mit Ortsbeirat und Ortsvorsteher nach der Hessischen Gemeindeordnung gibt es im Gemeindegebiet:
- Ortsbezirk Allertshofen/Hoxhohl (Gebiete der ehemaligen Gemeinden Allertshofen und Hoxhohl). Der Ortsbeirat besteht aus sieben Mitgliedern.
- Ortsbezirk Asbach (Gebiete der ehemaligen Gemeinde Asbach). Der Ortsbeirat besteht aus sieben Mitgliedern.
- Ortsbezirk Brandau (Gebiete der ehemaligen Gemeinde Brandau). Der Ortsbeirat besteht aus neun Mitgliedern.
- Ortsbezirk Ernsthofen (Gebiete der ehemaligen Gemeinde Ernsthofen). Der Ortsbeirat besteht aus drei Mitgliedern.
- Ortsbezirk Herchenrode (Gebiete der ehemaligen Gemeinde Herchenrode). Der Ortsbeirat besteht aus n Mitgliedern.
- Ortsbezirk Klein-Bieberau/Webern (Gebiete der ehemaligen Gemeinden Klein-Bieberau und Webern). Der Ortsbeirat besteht aus sieben Mitgliedern.
- Ortsbezirk Lützelbach (Gebiete der ehemaligen Gemeinde Lützelbach). Der Ortsbeirat besteht aus fünf Mitgliedern.
- Ortsbezirk Neunkirchen (Gebiete der ehemaligen Gemeinde Neunkirchen). Der Ortsbeirat besteht aus drei Mitgliedern.
- Ortsbezirk Neutsch (Gebiete der ehemaligen Gemeinde Neutsch). Der Ortsbeirat besteht aus fünf Mitgliedern.

### Wappen und Flagge

#### Wappen
| Wappen von Modautal | Blasonierung: „In Rot ein durchgehendes silbernes (weißes) Schrägkreuz, begleitet oben von einem silbernen Beileisen, seitlich und unten von je einer silbernen Raute.“ |
| Wappen von Modautal | Das Gemeindewappen wurde durch den Heraldiker Heinz Ritt gestaltet und am 21. Dezember 1984 vom Hessischen Innenministerium genehmigt. Es setzt sich aus Bestandteilen der Wappen einiger Ortsteile zusammen: Das Schräg- oder Andreaskreuz stammt aus dem Wappen von Neutsch, das Beileisen für die Frankensteiner sowie die Rauten für die Herren von Wallbrunn deuten auf frühere Herrschaftsverhältnisse im Gemeindegebiet hin und fanden ebenfalls schon vorher Verwendung. |

#### Flagge
Gleichzeitig zum Wappen wurde auch eine Gemeindeflagge genehmigt, die wie folgt beschrieben wird: „Auf der weißen Mittelbahn, begrenzt durch je einem, durch einen weißen Faden gespalteeten roten Außenstreifen, in der oberen Hälfte aufgelegt das Gemeindewappen.“

### Partnergemeinden
- Szőlősgyörök, Komitat Somogy, Ungarn
- Pelago, Florenz, Italien

## Sehenswürdigkeiten
Der Kaiserturm (ein allerdings schon auf Gadernheimer Gemarkung im Landkreis Bergstraße gelegener Aussichtsturm) auf der Neunkircher Höhe, ist mit 605 m das höchstgelegene Bauwerk im hessischen Odenwald. Von hier besteht ein Ausblick über das ganze Hessische Ried und den nördlichsten Teil der Oberrheinischen Tiefebene und über den Rhein hinüber bis in das Pfälzer Hügelland.

### Bauwerke

#### Schloss Ernsthofen
Die Anfänge des Schlosses Ernsthofen sollen bis in das 8./9. Jahrhundert zurückreichen. Der frühere Hof des Ernst, der zur Burg ausgebaut wurde, soll namensgebend für den Ort Ernsthofen gewesen sein. Urkundlich wird die Burg Ernsthofen erstmals 1440 erwähnt, als die Herren von Rabenhold zu Ernsthofen die Burg an Hans IV. von Wallbrunn zu Nieder-Ramstadt verkaufen. Im 15.–17. Jahrhundert wird sie durch die Herren von Wallbrunn ausgebaut, deren Sitz das Schloss bis 1722 war, wobei die Burganlage mehr und mehr ihren Zweck als Talsperre verlor und so zum Schloss Ernsthofen wurde. Im 17. und 18. Jahrhundert diente das Schloss wiederholt landgräflichen Jagdgesellschaften als Quartier. Das Schloss ist in Privatbesitz und daher nicht zu besichtigen.

#### Hottenbacher Hof
Der Hottenbacher Hof ist ein historisches Hofgut bei Klein-Bieberau, dessen urkundliche Ersterwähnung bereits im 14. Jahrhundert erfolgte und der bis heute (mit Ausnahme einer Zeit im Dreißigjährigen Krieg) genutzt wird.
Der Hottenbacher Hof gehört allerdings zur Gemeinde Fischbachtal und liegt auf deren Gemarkung, er ist verkehrsmäßig nur über die Gemeinde Modautal zu erreichen und deshalb auch dort postalisch zugeordnet.

### Natur und Schutzgebiete
Mehrere Waldgebiete im Gemeindegebiet in den Gemarkungen Asbach, Brandau, Ernsthofen, Klein-Bieberau, Lützelbach und Neunkirchen sind seit 2008 ein Teil des ausgedehnten Natura2000-Schutzgebiets „Buchenwälder des Vorderen Odenwaldes“ (FFH-Gebiet 6218-302).
In der Gemarkung von Klein-Bieberau liegt innerhalb des FFH-Gebietes das geologische Naturdenkmal Wildfrauhausberg. Außerdem sind mehrere Einzelbäume als Naturdenkmale geschützt.

## Wirtschaft und Infrastruktur

### Flächennutzung
Das Gemeindegebiet umfasst eine Gesamtfläche von 3179 Hektar, davon entfallen in ha auf:
| Nutzungsart             | Nutzungsart             | 2011 | 2015 |
| ----------------------- | ----------------------- | ---- | ---- |
| Gebäude- und Freifläche | Gebäude- und Freifläche | 174  | 176  |
| davon                   | Wohnen                  | 118  | 119  |
|                         | Gewerbe                 | 4    | 4    |
| Betriebsfläche          | Betriebsfläche          | 2    | 2    |
| davon                   | Abbauland               | 0    | 0    |
| Erholungsfläche         | Erholungsfläche         | 5    | 5    |
| davon                   | Grünanlage              | 1    | 1    |
| Verkehrsfläche          | Verkehrsfläche          | 213  | 213  |
| Landwirtschaftsfläche   | Landwirtschaftsfläche   | 1581 | 1879 |
| davon                   | Moor                    | 0    | 0    |
|                         | Heide                   | 0    | 0    |
| Waldfläche              | Waldfläche              | 1170 | 1170 |
| Wasserfläche            | Wasserfläche            | 26   | 26   |
| Sonstige Nutzung        | Sonstige Nutzung        | 7    | 7    |

### Bildung
Modautalschule Ernsthofen, Grundschule

### Gewerbe
In der Gemeinde Modautal existiert mit dem GewerbeNetz Modautal ein Verein zur Wirtschaftsförderung, Kommunikation und Vernetzung von Gewerbe in der Gemeinde.

### Verkehr
In der Gemeinde Modautal besteht ein gut vertaktetes Busnetz, das die einzelnen Ortsteile untereinander sowie mit Darmstadt verbindet. (Die nachfolgend zweite Taktangabe gibt den Takt am Wochenende und tlw. im Spätverkehr an.)
- Linie NE: Neutsch Denkmal – Nieder-Ramstadt – Traisa – Darmstadt Böllenfalltor (alle 60 Minuten)
- Linie O: Brandau Feuerwehr – Hoxhohl – Ernsthofen – – Ober-Ramstadt – Darmstadt Böllenfalltor (alle 30 Minuten)
- Linie MO2 (ehemals K57): Lautertal-Reichebach Lautertalhalle – Brandau – Neunkirchen – Lützelbach – Fischbachtal – Groß-Bieberau – Reinheim Bf (alle 60/120 Minuten)
- Linie MO3 (ehemals K58): Reinheim Bf – Groß-Bieberau – Lichtenberg – Asbach – Ernsthofen (- Herchenrode) (alle 60/120 Minuten)
- Linie MO4: Webern – Klein-Bieberau – Asbach – Rohrbach – Modau – Neutsch – Frankenhausen Römerweg (alle 60/120 Minuten)
- Linie 664 (ehenals 665): Gadernheim – Brandau – Hoxhohl – Allertshofen – Lautertal – Bensheim (Schülerverkehr)

Eine Besonderheit der Gemeinde ist die teilweise Zugehörigkeit zu zwei Verkehrsverbünden. Die Gemeinde liegt im Tarifgebiet 3933 des Rhein-Main-Verkehrsverbundes (RMV) sowie in der Tarifwabe 16 des Verkehrsverbundes Rhein-Neckar (VRN). Der RMV-Tarif kommt standardmäßig zur Anwendung, während der VRN-Tarif für Fahrten in Richtung VRN-Gebiet gilt. Modautal ist die einzige Gemeinde im Landkreis Darmstadt-Dieburg, in der der VRN-Tarif uneingeschränkt ohne gesonderte Übergangsregelungen auf allen Linien innerhalb des Gemeindegebiets gilt.
Die Modau-Radroute führt von der Quelle der Modau bei Neunkirchen bis nach Stockstadt am Rhein.

## Persönlichkeiten
- Andreas Ewald (* 1988), Politiker (Bündnis 90/Die Grünen), aufgewachsen in Brandau
- Silke Lautenschläger (* 1968), 1999 bis 2010 Mitglied des Hessischen Landtags, 2001–2009 Hessische Sozialministerin, 2009–2010 Hessische Umwelt- und Landwirtschaftsministerin, lebt in Modautal
- Dirk Metz (* 1957), Staatssekretär a.D und ehemaliger Sprecher der Hessischen Landesregierung, lebt in Modautal
- Georg von Stein (* 1972), mehrfacher Deutscher Meister der Vierspännerfahrer[36], Vize-Weltmeister im Teamwettbewerb, stammt aus Herchenrode[37]
- Menowin Fröhlich (* 1987), deutscher Popsänger, lebt in Modautal